# 汪林林
汪林林（1945年12月—），男， 安徽休宁人，中国计算机科学家，重庆人文科技学院计算机工程学院院长，曾任中国国民党革命委员会中央委员会常务委员，第八、九届全国人大代表。